# Denver City
Denver City è un centro abitato degli Stati Uniti d'America situato nella contea di Yoakum dello Stato del Texas. Parti del suo territorio sono comprese nei confini della contea di Gaines.
La popolazione era di 4.479 persone al censimento del 2010.

## Geografia fisica
Denver City è situata a 32°58′07″N 102°49′52″W (32.968580, -102.831218).
Secondo lo United States Census Bureau, ha un'area totale di 2,5 miglia quadrate (6,5 km²).

## Società

### Evoluzione demografica
Secondo il censimento del 2000, 3.985 persone, 1.366 nuclei familiari e 1.102 famiglie risiedevano nella città. La densità di popolazione era di 1.594,5 persone per miglio quadrato (615,4/km²). Le 1.644 unità abitative avevano una densità di 657,8 per miglio quadrato (253,9/km²). La composizione etnica della città era formata dal 68,38% di bianchi, l'1,53% di afroamericani, lo 0,78% di nativi americani, lo 0,20% di asiatici, il 27,60% di altre razze, e l'1,51% di due o più etnie. Ispanici o latinos di qualunque razza erano il 47,15% della popolazione. Dei 1.366 nuclei familiari, il 44,1% aveva figli di età inferiore ai 18 anni, il 66,7% erano coppie sposate conviventi, il 9,5% aveva un capofamiglia femmina senza marito, e il 19,3% non erano famiglie. Circa il 18,1% di tutti i nuclei familiari erano individuali, e il 9,3% aveva componenti con un'età di 65 anni o più che vivevano da soli. Il numero di componenti medio di un nucleo familiare era di 2,89 e quello di una famiglia era di 3,29.
Vi erano il 31,4% di persone sotto i 18 anni, l'8,9% di persone dai 18 ai 24 anni, il 26,3% di persone dai 25 ai 44 anni, il 21,3% di persone dai 45 ai 64 anni, e il 12,1% di persone di 65 anni o più. L'età media era di 34 anni. Per ogni 100 femmine, c'erano 91,4 maschi. Per ogni 100 femmine dai 18 anni in giù, c'erano 86,6 maschi.
Il reddito medio di un nucleo familiare era di 29.418 dollari, e per una famiglia era di 35.972 dollari. I maschi avevano un reddito medio di 35.156 dollari contro i 15.476 dollari delle femmine. Il reddito pro capite era di 13.921 dollari. Circa il 18,2% delle famiglie e il 19,2% della popolazione erano sotto la soglia di povertà, incluso il 21,7% di persone sotto i 18 anni e il 10,3% di persone di 65 anni o più.

## Galleria d'immagini

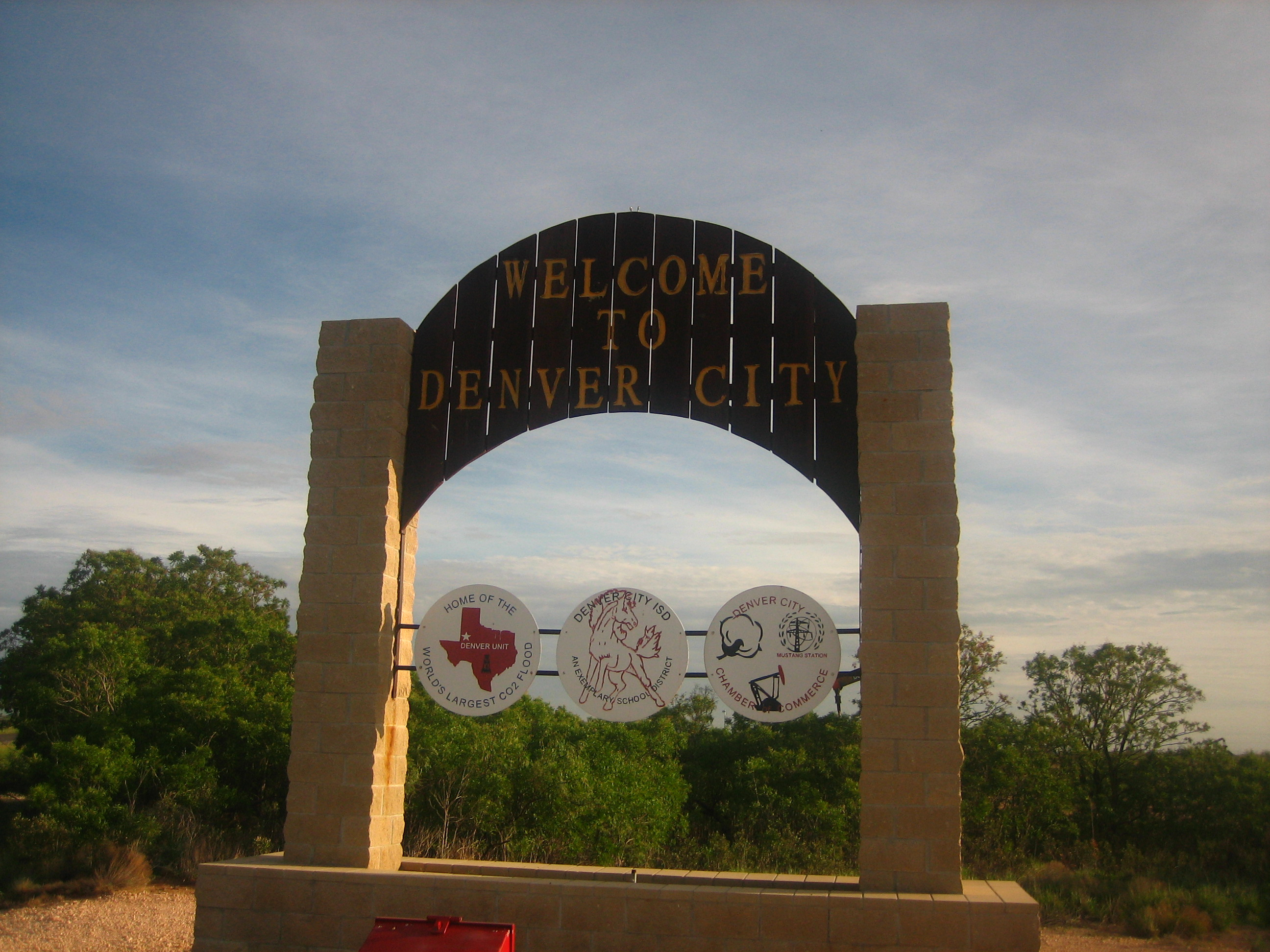
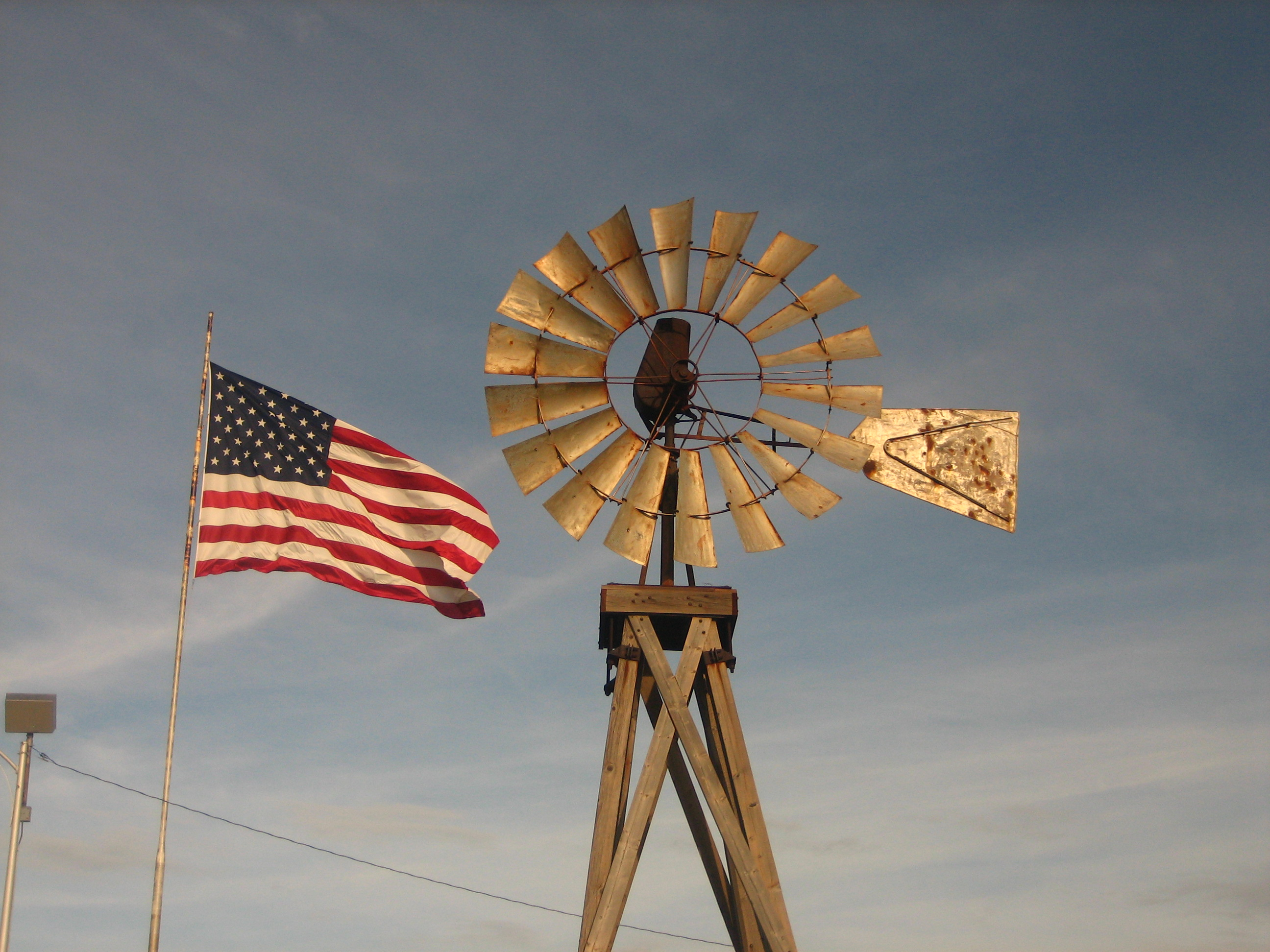
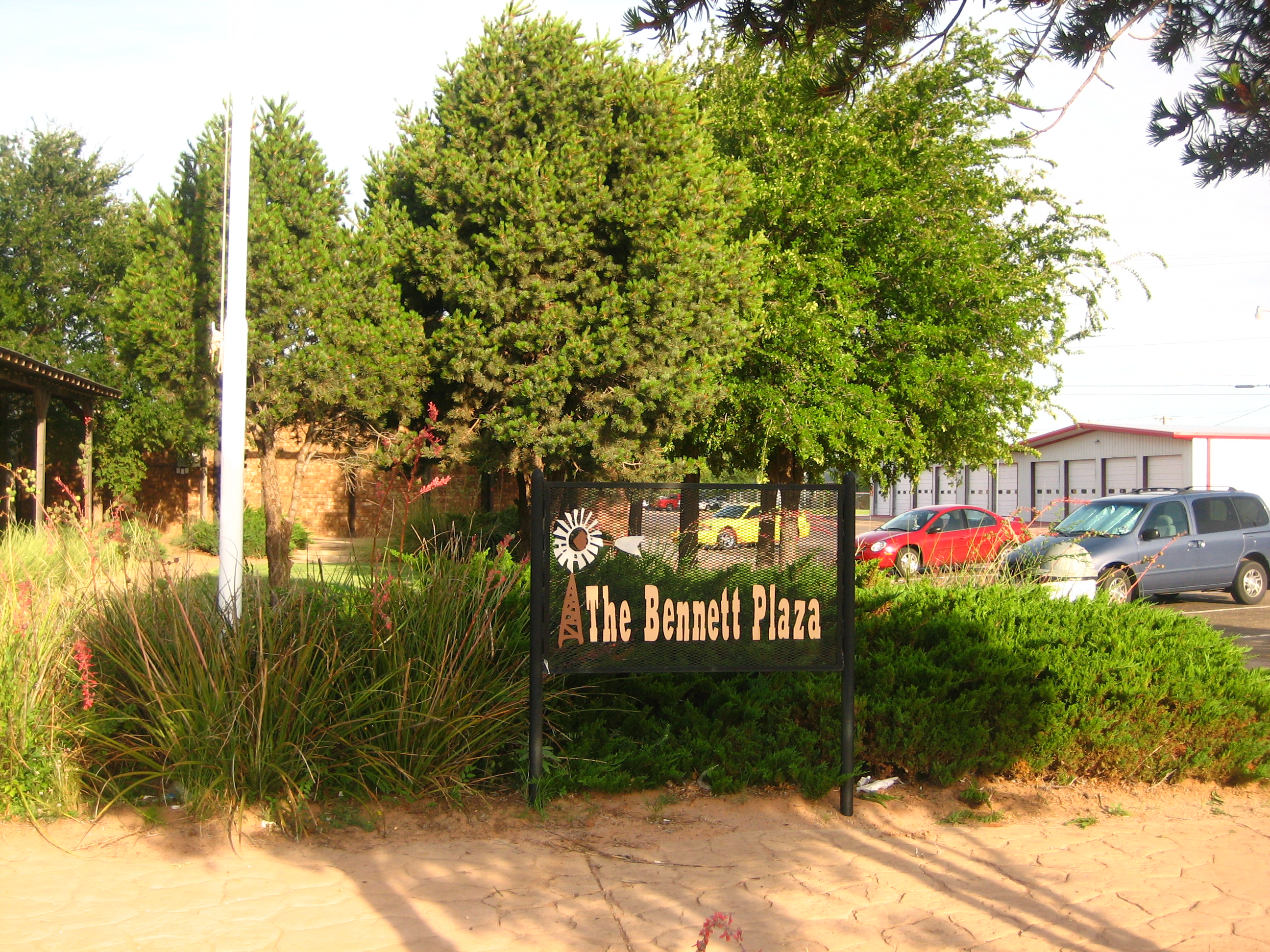
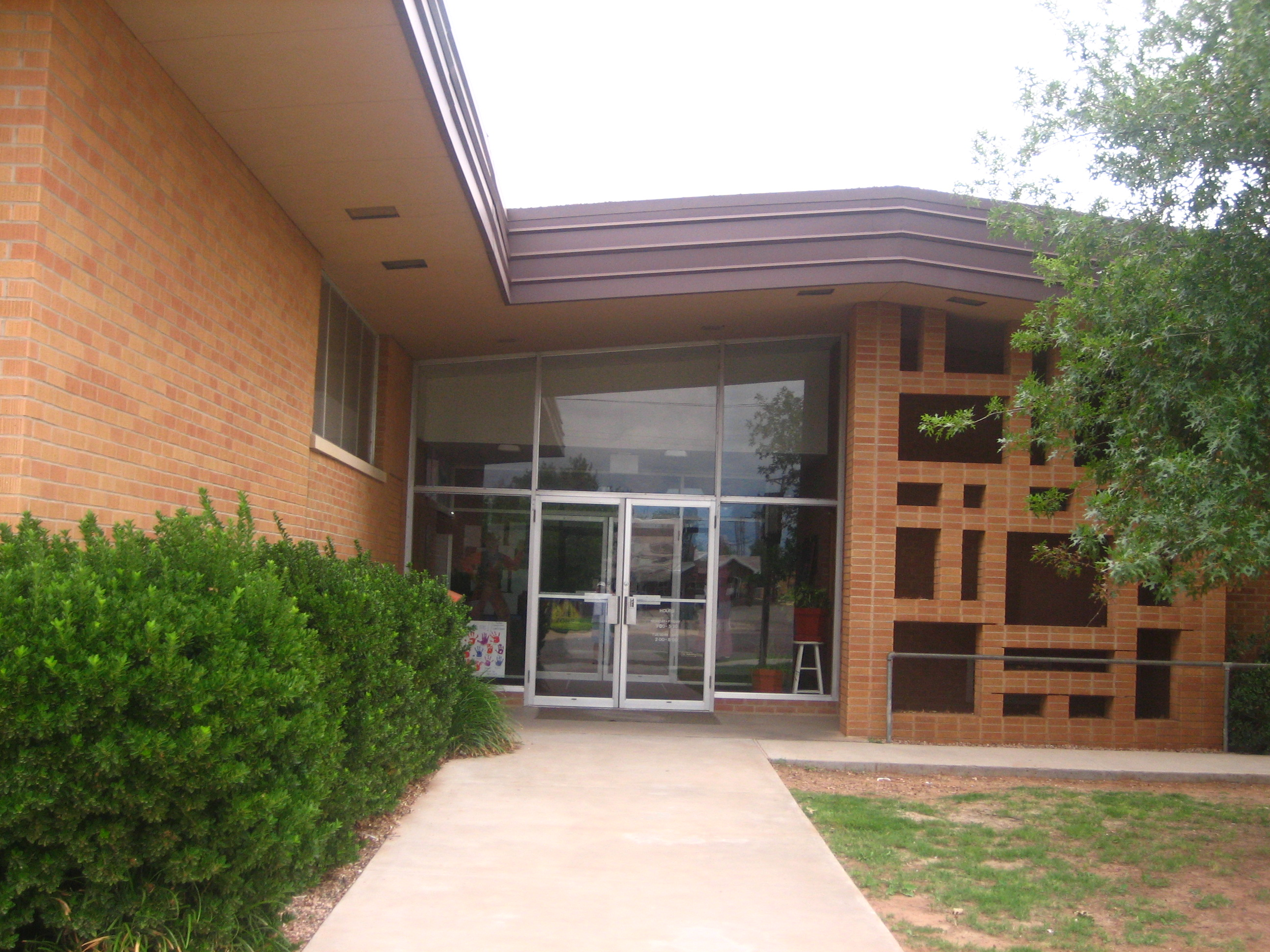
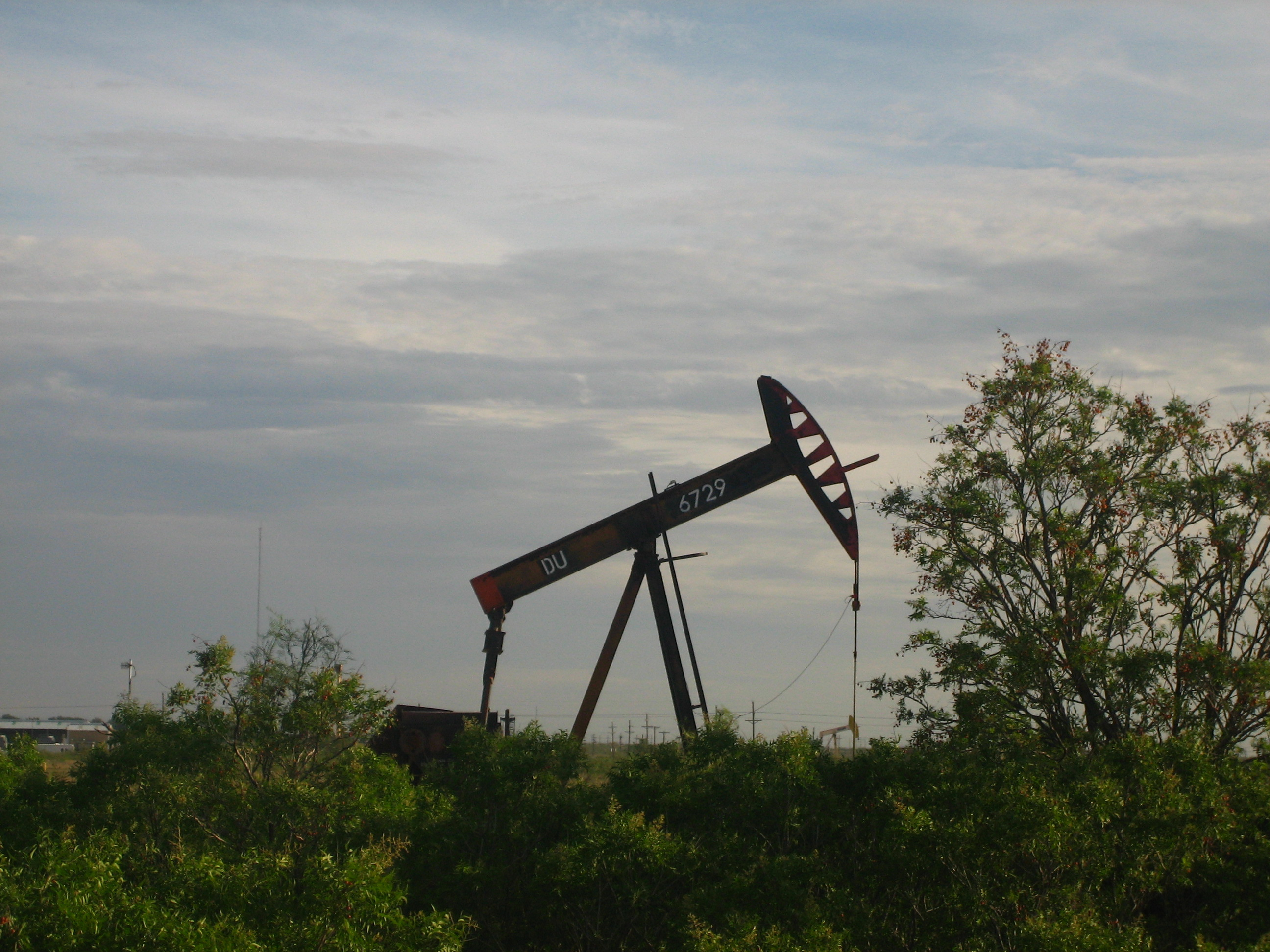
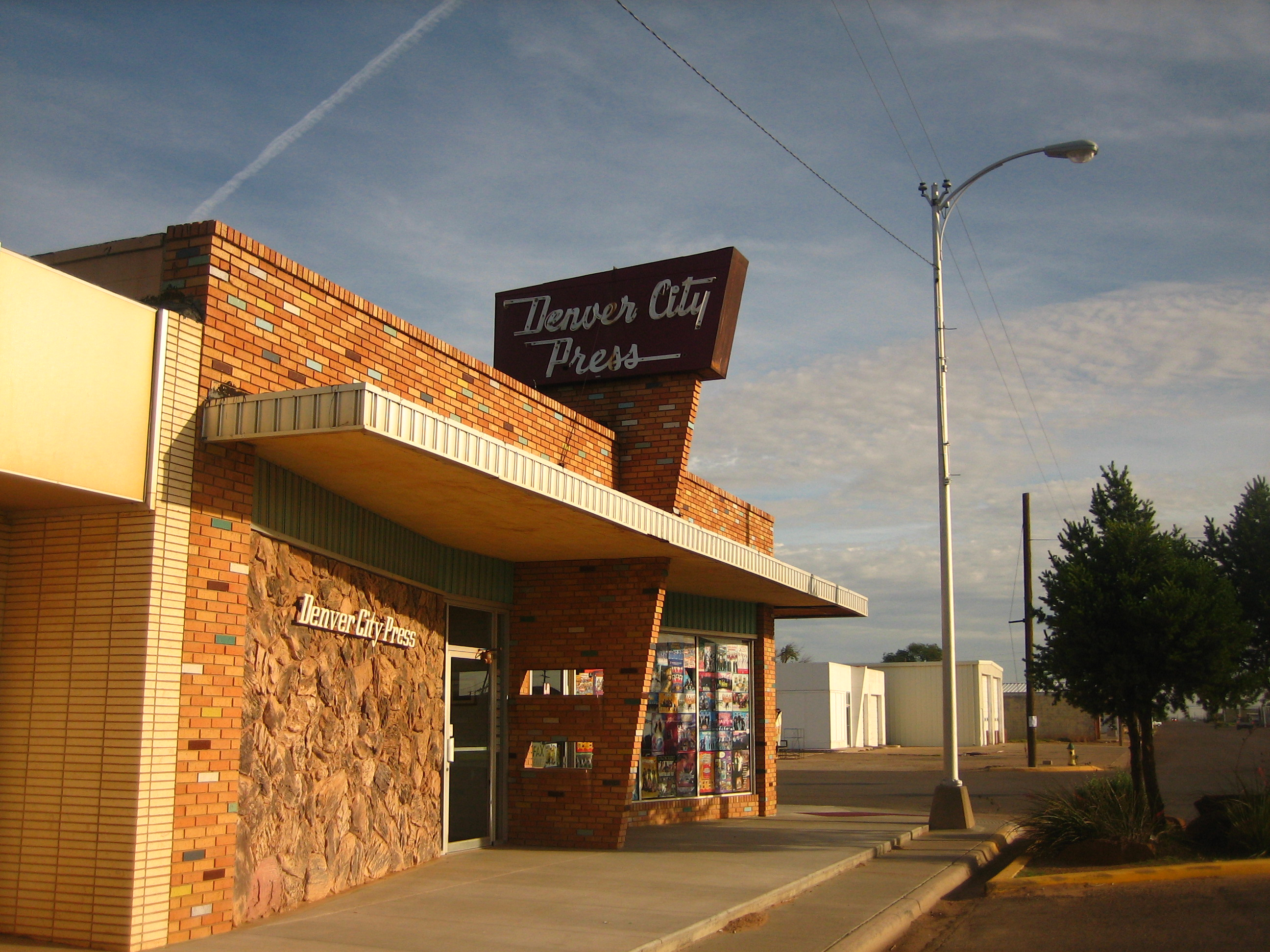
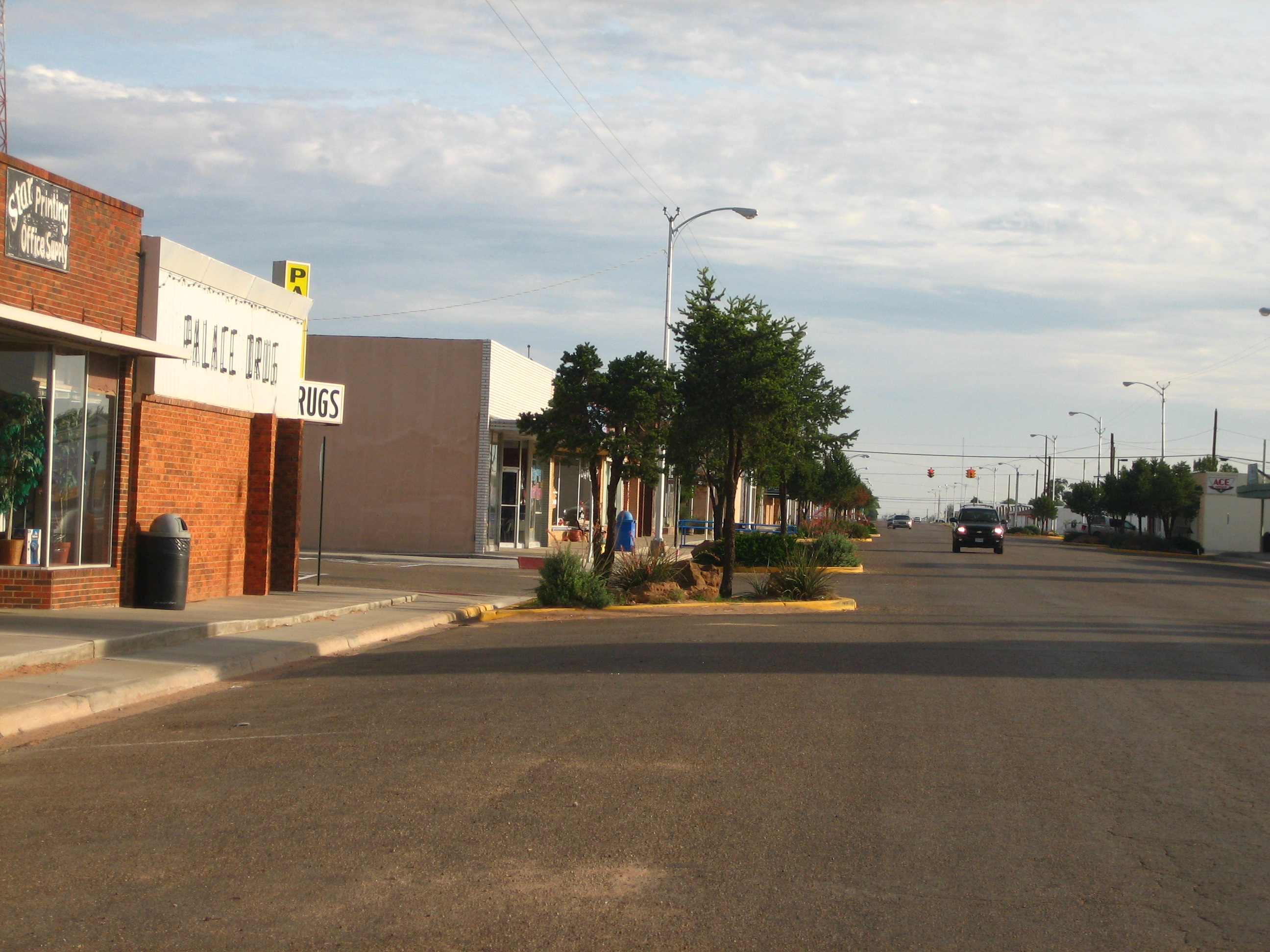
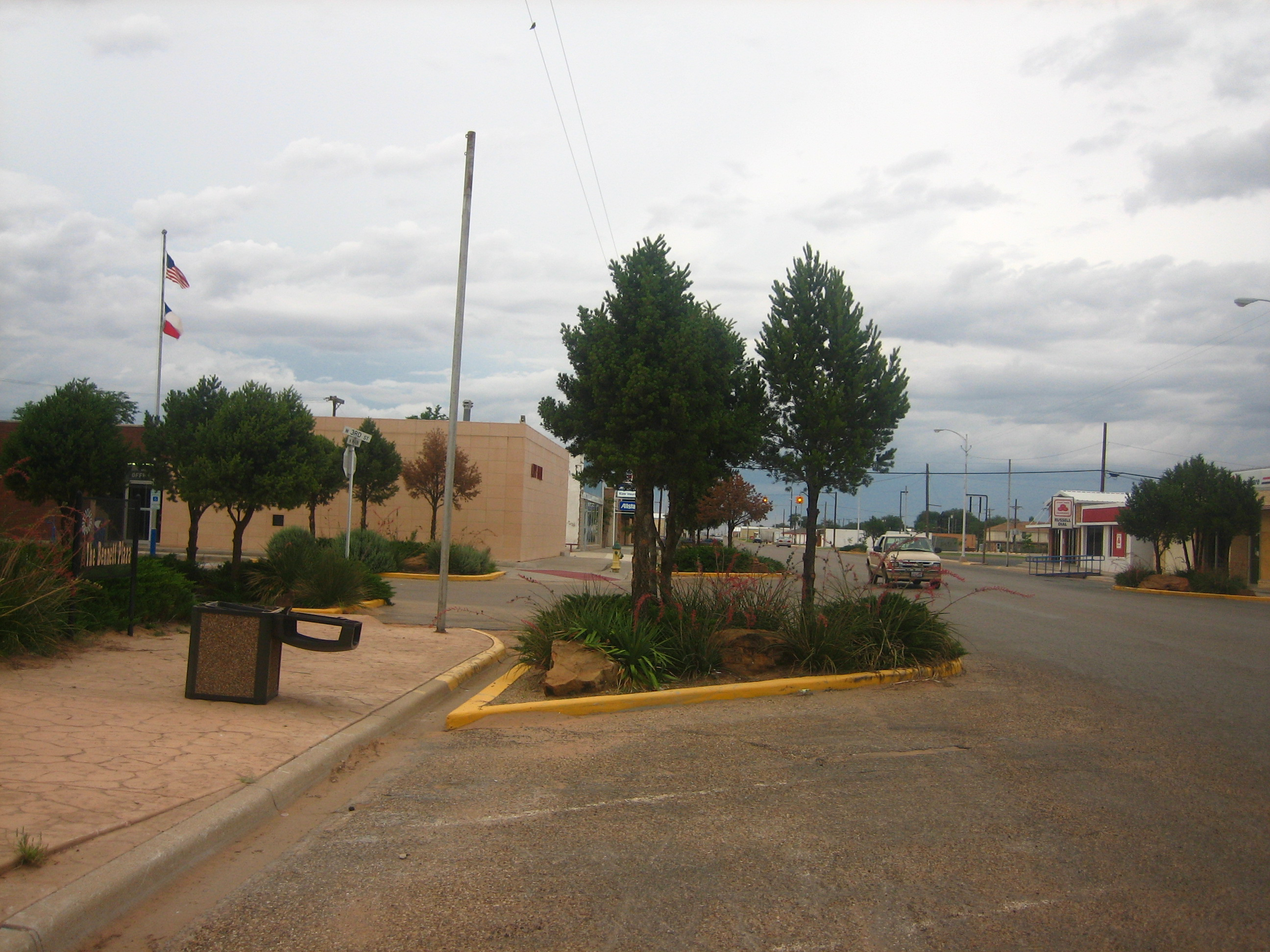